# Clemente Romani
(Don) Clemente Romani, auch Clemens Romani (* 1708 ?, nach anderen Angaben: 1710 oder 1712, in Rom; † um den 1. Januar, oder: am 6. Januar 1763, in Erlangen), war ein italienischer Sprachlehrer und Lektor, der in Deutschland Italienisch und Spanisch unterrichtete.

## Leben
Clemente Romani stammte nach eigenen Angaben aus einer vornehmen römischen Familie. Nach dem Besuch eines Jesuitenkollegs in Neapel wurde er in Rom in den Benediktinerorden aufgenommen. Etwa 1735 wurde er in Sant’Agata de’ Goti zum Priester geweiht. Er nutzte eine Reise nach Deutschland, um in Nürnberg zum protestantischen Glauben überzutreten. Romani unterrichtete in Jena Italienisch, wechselte bald darauf nach Leipzig (Immatrikulation an der dortigen Universität am 5. März 1748), wo er zwei italienische Gesellschaften führte, eine am Mittwoch für die Studenten und eine am Sonntag für die Kaufleute. In Leipzig begann er seine ersten Werke zu verfassen. Später arbeitete er als Sprachmeister in Halle, wieder Jena, Helmstedt (1755–1756), Göttingen und wiederum Jena. Von dort kehrte er nach Nürnberg zurück. 1758 widmete er dem Nürnberger Pastor Conrad Schönleben (1711–1759), der ihn 12 Jahre zuvor in das Luthertum eingeführt hatte, seine Autobiographie Vita Ed Aventure Di Don Clemente Romani Nativo Romano. Doch enthielt diese „so viel Freyes und Anstößiges“, dass sie konfisziert wurde und Romani Nürnberg verlassen musste. Er wandte sich nach Erlangen, wo er am 14. Dezember 1758 immatrikuliert wurde. Schließlich erlangte er 1762 an der Erlanger Universität die Stelle eines Lektors der italienischen Sprache.

## Werke
Romani ist der Verfasser einer italienischen Grammatik und eines italienisch-deutschen und deutsch-italienischen Wörterbuches. Er war außerdem als Übersetzer (aus dem Französischen und dem Spanischen ins Italienische) tätig.
- Italienischer Wegweiser, Mit welchem man leicht und sicher zur Erkenntniß und Vollkommenheit der Toscanisch-Italienischen Sprache gelangen kann. Leipzig 1750, 2. Auflage 1754.

- Discorso morale dell’inutilitá della scolastica, Leipzig 1750 ?, deutsch: Von dem Unnützen in der Scholastischen Lehrart. In: Merkwürdige Zufälle und Begebenheiten. Erlangen 1760, S. 1–77.

- Il perfido, ed iniqvo filosofo : comedia italiana o essercizio comico / Composto, e rappresentato da Don Clemente Romani colli signori suoi Scolare. Göttingen 1757.

- Vita Ed Aventure Di Don Clemente Romani Nativo Romano. Prima Religioso Sacerdote Confessore E Predicatore Nel Suo Monastero Di Sant’ Agata Ai Monti In Roma Della Congregazione Benedettina Di Monte Vergine. Hora Maestro Della Sua Materna Toscana Lingua In Norimberga. Raspe, [S.l.] 1758, (online).

- Praktische italienische Grammatik für beiderley Geschlecht. Nürnberg 1759, neu hrsg. und mit der französischen Sprache vermehrt von Hanibal Franz Savini. Nürnberg 1798.

- Merkwürdige Zufälle und Begebenheiten des Don Clementis Romani aus Rom gebürtig Lectors der Italianischen Toscanischen und Hispanischen Sprache zu Erlang. Selbstverlag, Erlangen 1760, (online).

- Nuovo Dizzionario Italiano-Tedesco E Tedesco Italiano, Secondo L’Ortografia Dell’Accademia Della Crusca, Oder Vollständiges Italiänisch-Deutsches und Deutsch-Italiänisches Wörter-Buch. hrsg. von Wolfgang Jäger, Nürnberg 1764; 2. vermehrte Auflage, Nürnberg 1786, 1. Band, 2. Band; 3. Auflage, Nürnberg 1820.